# Shattered Faith
A Shattered Faith amerikai punk együttes. 1978-ban alakultak meg Dél-Kaliforniában. 1982-ben feloszlottak, de 2004 óta megint együtt vannak.

## Tagok
- Spencer Bartsch - ének
- Denny McGahey - gitár
- Bobby Tittle - basszusgitár
- Steven Shears - dobok
- Branden Bartsch - gitár

## Diszkográfia
- Live! (stúdió/koncertalbum, 1982)
- I Love America / Reagan Country (középlemez, 1981)
- Vol. 2 (középlemez, 1985)
- Power to the People (válogatáslemez, 2014)
- Modern Convenience (válogatáslemez, 2014)